# Hans Frank
Hans Michael Frank (Karlsruhe, 23. svibnja 1900. – Nürnberg, 16. listopada 1946.) jedan od optuženika na sudu u Nürnbergu.
Odvjetnik koji je predvodio Opću Vladu u okupiranoj Poljskoj. 1919. pristupa Njemačkoj radničkoj stranci, a 1927. nacistima.
Uspinjao se vrlo brzo.
Postao je osobni savjetnik Hitlera.
Bio je zastupnik Reichstaga.
Osuđen je za ubojstva milijuna Poljaka i poljskih Židova.
Presuda je bila smrtna kazna.
Suđenje u Nürnbergu završilo je 1. listopada 1946.
Obješen je, a zadnje je rekao: Zahvalan sam na ljubaznom tretmanu tijekom mog zatočeništva i molim Boga da me milostivo primi.